# Nizami Djafarov
Pour les articles homonymes, voir Djafarov.
 (janvier 2024).
La mise en forme du texte ne suit pas les recommandations de Wikipédia : il faut le « wikifier ».
Les points d'amélioration suivants sont les cas les plus fréquents. Le détail des points à revoir est peut-être précisé sur la page de discussion.
- Les titres sont pré-formatés par le logiciel. Ils ne sont ni en capitales, ni en gras.
- Le texte ne doit pas être écrit en capitales (les noms de famille non plus), ni en gras, ni en italique, ni en « petit »…
- Le gras n'est utilisé que pour surligner le titre de l'article dans l'introduction, une seule fois.
- L'italique est rarement utilisé : mots en langue étrangère, titres d'œuvres, noms de bateaux, etc.
- Les citations ne sont pas en italique mais en corps de texte normal. Elles sont entourées par des guillemets français : « et ».
- Les listes à puces sont à éviter, des paragraphes rédigés étant largement préférés. Les tableaux sont à réserver à la présentation de données structurées (résultats, etc.).
- Les appels de note de bas de page (petits chiffres en exposant, introduits par l'outil «  Source ») sont à placer entre la fin de phrase et le point final[comme ça].
- Les liens internes (vers d'autres articles de Wikipédia) sont à choisir avec parcimonie. Créez des liens vers des articles approfondissant le sujet. Les termes génériques sans rapport avec le sujet sont à éviter, ainsi que les répétitions de liens vers un même terme.
- Les liens externes sont à placer uniquement dans une section « Liens externes », à la fin de l'article. Ces liens sont à choisir avec parcimonie suivant les règles définies. Si un lien sert de source à l'article, son insertion dans le texte est à faire par les notes de bas de page.
- La présentation des références doit suivre les conventions bibliographiques. Il est recommandé d'utiliser les modèles {{Ouvrage}}, {{Chapitre}}, {{Article}}, {{Lien web}} et/ou {{Bibliographie}}. Le mode d'édition visuel peut mettre en forme automatiquement les références.
- Insérer une infobox (cadre d'informations à droite) n'est pas obligatoire pour parachever la mise en page.

Pour une aide détaillée, merci de consulter Aide:Wikification.
Si vous pensez que ces points ont été résolus, vous pouvez retirer ce bandeau et améliorer la mise en forme d'un autre article.
Nizami Djafarov (en azéri : Nizami Qulu oğlu Cəfərov ; né le 21 septembre 1959 à Aghstafa, village Zelimkhan) est un philologue azerbaïdjanais, membre-correspondant de l'Académie nationale des sciences d'Azerbaïdjan, député au parlement de la République d'Azerbaïdjan.

## Biographie
Nizami Gulu oghlu Djafarov est diplômé de la Faculté de philologie de l'Université d'État d'Azerbaïdjan avec mention.
- En 1985, chercheur à l'Institut Nassimi de linguistique de l’ANSA.
- En 1987-1993, chef du département de littérature et de critique dans le journal Ədəbiyyat və incəsənət (Littérature et art)
- En 1991, enseignant, professeur et doyen de la Faculté de philologie de l'Université d'État de Bakou.
- De 1993 à 1999, professeur au département de turcologie de cette Université.
- En 1999, il crée le laboratoire de recherche "Dede Gorgud" à la Faculté de Philologie dont il est désigné gestionnaire.
- En 1994-2002, doyen de la Faculté de Philologie de BSU.
- En 2000 à 2017, directeur du Département de linguistique générale de l'Université d'État de Bakou.
- Depuis 2001, N.Djafarov est nommé directeur du Centre Atatürk en Azerbaïdjan sur ordre du président de la République d'Azerbaïdjan Heydar Aliyev.
- Depuis 2022, Nizami Djafarov enseigne à l'Université « ADA ». Il participe à la préparation des programmes et des manuels de langue azerbaïdjanaise.

## Œuvre
Les recherches de Nizami Djafarov portent sur l'histoire de la langue azerbaïdjanaise, la turcologie générale, l'histoire de la littérature azerbaïdjanaise,  l'histoire des fondations et du développement des études azerbaïdjanaises, l'histoire de la littérature turque et turque ancienne, et les problèmes liés au processus littéraire moderne. Il crée une chronique scientifique en 4 volumes de la littérature des peuples turcs en Azerbaïdjan. Il est l'auteur de plus de 500 ouvrages scientifiques, dont une monographie. Dans différentes années Nizami Djafarov écrit de nombreux livres et articles sur Nizami Gandjavi, Imadeddine Nassimi, Muhammad Fuzuli, Molla Panah Vaguif, Achig Alasgar, Samed Vurgun, Bakhtiyar Vahabzadeh, Ismayil Chikhly, Anar, Elchin Efendiyev, Nariman Hasanzade, Vaqif Samadoghlu, Zelimkhan Yaqub et d'autres.

## Distinctions
- Titre honorifique de « Scientifique honoré » de la République d'Azerbaïdjan (11 février 2000)
- Ordre Chohrat (2019)[3]